# Циклін D1
CCND1 (англ. Cyclin D1) – білок, який кодується однойменним геном, розташованим у людей на короткому плечі 11-ї хромосоми. Довжина поліпептидного ланцюга білка становить 295 амінокислот, а молекулярна маса — 33 729.
| 10         |  | 20         |  | 30         |  | 40         |  | 50         |
| ---------- |  | ---------- |  | ---------- |  | ---------- |  | ---------- |
| MEHQLLCCEV |  | ETIRRAYPDA |  | NLLNDRVLRA |  | MLKAEETCAP |  | SVSYFKCVQK |
| EVLPSMRKIV |  | ATWMLEVCEE |  | QKCEEEVFPL |  | AMNYLDRFLS |  | LEPVKKSRLQ |
| LLGATCMFVA |  | SKMKETIPLT |  | AEKLCIYTDN |  | SIRPEELLQM |  | ELLLVNKLKW |
| NLAAMTPHDF |  | IEHFLSKMPE |  | AEENKQIIRK |  | HAQTFVALCA |  | TDVKFISNPP |
| SMVAAGSVVA |  | AVQGLNLRSP |  | NNFLSYYRLT |  | RFLSRVIKCD |  | PDCLRACQEQ |
| IEALLESSLR |  | QAQQNMDPKA |  | AEEEEEEEEE |  | VDLACTPTDV |  | RDVDI      |

A: Аланін

C: Цистеїн

D: Аспарагінова кислота

E: Глутамінова кислота

F: Фенілаланін

G: Гліцин

H: Гістидин

I: Ізолейцин

K: Лізин

L: Лейцин

M: Метіонін

N: Аспарагін

P: Пролін

Q: Глутамін

R: Аргінін

S: Серин

T: Треонін

V: Валін

W: Триптофан

Кодований геном білок за функціями належить до репресорів, фосфопротеїнів. 
Задіяний у таких біологічних процесах, як транскрипція, регуляція транскрипції, клітинний цикл, поділ клітини, пошкодження ДНК. 
Локалізований у цитоплазмі, ядрі, мембрані.